# Giscos
Giscos é uma comuna francesa na região administrativa da Nova Aquitânia, no departamento da Gironda. Estende-se por uma área de 34,4 km². Em 2010 a comuna tinha 184 habitantes (densidade: 5,3 hab./km²).